# Jon Jönsson
Jon Martin Olof Jönsson (Hässleholm, 8 luglio 1983) è un ex calciatore svedese, di ruolo difensore.

## Palmares

### Competizioni Nazionali
- Campionato svedese: 3

Malmö: 2004
Elfsborg: 2006, 2012
- Coppa di Svezia: 1

Elfsborg: 2013-2014